# LNWR classe C1
Pour les articles homonymes, voir C1.
La Classe C1 du London and North Western Railway est un modèle de locomotives à vapeur de disposition d'essieux 040 « Eight wheel » (0-8-0 dans la nomenclature britannique) utilisées en service marchandises. Elles sont le résultat de la reconstruction avec deux cylindres simple expansion de 15 locomotives classe A compound à trois cylindres et une évolution de la classe C dont la puissance maximale ne pouvait être pleinement utilisée.

## Historique

### Origines
L'ingénieur Francis Webb (en), a réalisé 111 locomotives de la classe A de 1893 à 1900 avec la disposition à trois cylindres (un basse pression au centre, deux haute pression à l'extérieur) qui lui est chère, avant de réaliser 170 locomotives à quatre cylindres compound de la classe B. Ces deux séries se montrant d'un fonctionnement délicat, le successeur de Webb, George Whale (en), choisit de transformer 15 locomotives de la classe A en prenant pour modèle la locomotive prototype de 1892 qui était à simple expansion avec deux cylindres intérieurs. La chaudière d'origine était conservée, tandis que deux cylindres de dimensions étaient installés à la place du cylindre central, les deux cylindres extérieurs étant démontés. En service, cette configuration se montrera peu heureuse, la chaudière étant incapable de fournir assez de puissance pour les cylindres, conduisant à des pertes de pression.
Entre 1906 et 1909, George Whale fait transformer les 62 locomotives suivantes de la classe A à passer en révision et le prototype de 1892, qu'il équipe des mêmes cylindres agrandis et d'une nouvelle chaudière plus puissante donnant naissance à la classe D.

### Mise au point
Afin de ne pas gaspiller les chaudières d'origine encore en bon état, le successeur de Whale, Charles Bowen Cooke (en), fera reconstruire entre 1909 et 1912 les 34 dernières classe A en conservant une chaudière de petit diamètre qui actionne deux cylindres intérieurs d'un type nouveau, d'un diamètre de seulement 8 pouces 1⁄2. Ces locomotives moins puissantes que celles de la classe D et des autres modèles à grande chaudière donnent satisfaction par rapport à la classe C, dont elles sont parfois considérées comme une simple variante.
La numérotation des locomotives classe A qui ont été transformées en C1 est dans le désordre comme le veut la pratique du LNWR qui consiste à ne jamais laisser vacant les numéros de locomotives radiées. Les C1 reprennent leur matricule d'origine.

### Fin de carrière
Le London, Midland and Scottish Railway, créé en 1923 par la fusion du LNWR, du Midland et de plusieurs autres compagnies, inventorie les locomotives de la classe C1 à la suite des C avec les numéros 8968 à 9001. Plusieurs ont été radiées en 1927-1928 sans jamais avoir porté leur nouveau numéro et il n'en reste qu'une seule en 1933. Aucun exemplaire n'a été conservé.